# نبرد کومه‌گاوا
نبرد کومه‌گاوا (به ژاپنی: 久米川の戦い, Kumegawa no tatakai)، بخشی از لشکرکشی تعیین‌کننده کوزوکه-موساشی در طول جنگ گنکو (ژاپن) در ژاپن بود که در نهایت به شوگون‌سالاری کاماکورا پایان داد.